# Rebecca De Mornay
Rebecca De Mornay (* 29. srpna 1959, Santa Rosa, Kalifornie, USA) je americká herečka. Její průlomovou filmovou rolí byla postava Lany ve filmu Risky Business z roku 1983.

## Životopis
Její otec byl konzervativní rozhlasový a televizní komentátor Wally George. Jeho vztah k manželce byl velmi bouřlivý a jejich odloučení přišlo patnáct let před jeho smrtí. Její matkou byla Julie Eagarová, která ji vychovávala spolu se svým manželem (a nevlastním otcem) Richardem De Mornayem. Rebecca vyrůstala ve Francii a navštěvovala střední školu ve Spojeném království. Studovala herectví na Lee Strasberg Institute v New Yorku (který svého času navštěvovali i filmoví veteráni Mickey Rourke, Robert De Niro a Christopher Walken).

## Kariéra

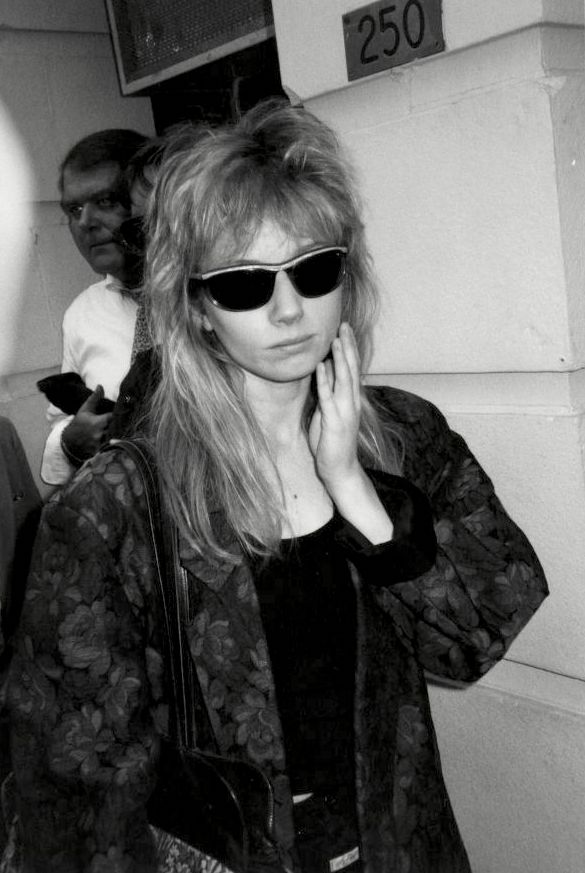
Fotografie herečky Rebeccy De Mornay v roce 1987 v tisku.

Debutovala v roce 1982 v malé roli ve filmu One from the Heart režiséra Francise Forda Coppoly. Navzdory pozdějšímu úspěchu filmu Risky Business jejím zatím komerčně nejúspěšnějším filmem je film The Hand That Rocks the Cradle z roku 1992. V roce 2004 hostovala v posledních epizodách seriálu The Practice a v následujícím roce získala krátkou roli po boku Owena Wilsona a Vince Vaughna ve filmu Wedding Crashers. V červnu 2007 se objevila v novém seriálu společnosti HBO John from Cincinnati.

## Soukromý život
Dva a půl roku žila s americkým hercem Tomem Cruisem, se kterým se setkala při natáčení filmu Risky Business. Na začátku devadesátých byla spojována se jménem Leonarda Cohena. Ten jí důvěřoval natolik, že z ní udělal producentku a aranžérku na svém kritikou pozitivně přijatém albu The Future z roku 1992. V osmdesátých letech byla krátce vdaná za scenáristu Bruce Wagnera, s nímž se rozvedla za necelé dva roky. Později byla vdaná za sportovního redaktora Patricka O'Neala, který je synem herce Ryana O'Neala. S manželem mají dvě dcery a pět psů.